# Hostinka
Hostinka (německy Hostin, ve středověku též Hostyně) je vesnice, část obce Vestec v okrese Náchod v Královéhradeckém kraji. Nachází se šest kilometrů od města Česká Skalice a dva kilometry od obce Hořičky na cestě mezi vesnicemi Světlá a Lhota pod Hořičkami.

## Historie
V Hostince stávala tvrz, neví se, ve kterém objektu a zdali tento objekt dosud stojí.
Původ vsi sahá do druhé poloviny 13. století, do let 1266–1269, kdy ji držel zemský sudí Držislav z Hostyně. Po něm panství zakoupil kladský purkrabí Arnošt z Hostyně († 1342), který měl s manželkou Adélou (Adličkou) čtyři syny. Zde se pravděpodobně narodili jejich dva starší synové: 25. března 1297 nejstarší syn, budoucí první pražský arcibiskup, Arnošt z Pardubic a druhorozený Bohuslav († 1358), budoucí litoměřický probošt a kanovník vratislavský. Roku 1327 nebo krátce po něm se rodina přestěhovala do nově zakoupené tvrze v Pardubicích, kterou Arnošt vyměnil za dosud držené panství Vízmburk.
První písemná zmínka o vesnici pochází z roku 1340.
Panství Hostyně užíval kromě Arnoštovy rodiny i jeho bratr Dětřich z Hostyně († 1341), jehož stejnojmenný syn byl roku 1360 jmenován proboštem vyšehradské kapituly.

## Obyvatelstvo
| Rok            | 1869 | 1880 | 1890 | 1900 | 1910 | 1921 | 1930 | 1950 | 1961 | 1970 | 1980 | 1991 | 2001 | 2011 | 2021 |
| -------------- | ---- | ---- | ---- | ---- | ---- | ---- | ---- | ---- | ---- | ---- | ---- | ---- | ---- | ---- | ---- |
| Počet obyvatel | 102  | 94   | 91   | 51   | 62   | 60   | 49   | 40   | 25   | 25   | 19   | 8    | 18   | 18   | 14   |
| Počet domů     | 16   | 15   | 16   | 16   | 16   | 14   | 14   | 13   | 13   | 9    | 9    | 10   | 10   | 10   | 10   |

## Obecní správa
Při sčítání lidu v letech 1850–1960 byla Hostinka osadou obce Vestec, se kterým patřila nejprve do okresu Nové Město nad Metují (1850–1890) (v letech 1850–1879 Nové Město), ale od roku 1900 v okrese Náchod. V letech 1960–1985 byla částí obce Lhota pod Hořičkami v okrese Náchod. Od 1. července 1985 do 31. srpna 1990 byla částí obce Hořičky v okrese Náchod. Od 1. září 1990 do 18. listopadu 1994 byla znovu částí obce Lhota pod Hořičkami v okrese Náchod. Od 19. listopadu 1994 je opět částí obce Vestec v okrese Náchod.